# Henrik Kauffmann
Henrik Louis Hans (von) Kauffmann (født 26. august 1888 i Frankfurt am Main, død 5. juni 1963 i Skodsborg) var en tyskfødt dansk diplomat og politiker, der under Anden Verdenskrig som Danmarks gesandt i Washington gik imod den med Tyskland samarbejdende danske regering. Han var Danmarks ambassadør til USA 1939-1958 og sad som minister uden portefølje i Befrielsesregeringen.

## Uddannelse og tidlige karriere
Kauffmann blev student i 1906 fra Metropolitanskolen og cand.jur. fra Københavns universitet i 1911. Samme år blev han ansat i udenrigsministeriet som volontør og blev i 1912 forfremmet til assistent. I 1913 til 1915 var han konsulatssekretær i det danske konsulat i New York. I 1916 til 1919 var han legationssekretær i Berlin, og i 1920 til 1921 var han kontorchef i udenrigsministeriet.
I maj 1921 udnævntes han til gesandt i Rom og blev forflyttet i 1924 til Peking med sideakkreditering i Tokio og fra 1928 tillige i Bangkok.
Fra 1932 til 1939 var han gesandt i Oslo. Der forsøgte han at mildne spændingerne mellem Norge og Danmark, der havde grund i striden om rettighederne til den del af Grønland, nordmændene kaldte Eirik Raudes Land. Kauffmann udmærkede sig ved indberetninger af høj kvalitet og en evne til at skabe magtfulde kontakter i Kina. At han var interesseret i at rejse, viser udenrigsministeriets rejsekonto.

## Ambassadør til USA
Han var Danmarks gesandt i Washington i 1941 og underskrev "på kongens vegne" og med tilslutning fra landsfogederne i Grønland en overenskomst med USA om forsvaret af Grønland og levering af forsyninger til grønlænderne (som Danmark var afskåret fra at levere). Den gav USA ret til at bygge militære anlæg i den daværende danske koloni. Den danske regering protesterede mod overenskomsten, afskedigede Kauffmann og sigtede ham for højforræderi. De danske generalkonsuler i USA erklærede sig dog solidariske med ham, hvorefter også de blev afskediget.
Henrik Kauffmann var minister uden portefølje i Befrielsesregeringen fra 12. maj 1945 til 7. november 1945. Kauffmann deltog i konferencen i San Francisco, hvor de Forenede Nationer (FN) blev dannet.
Kauffmann spillede dobbeltspil 1945-51: Det var hans overbevisning, at Danmark burde blive medlem af den atlantiske alliance i stedet for at være neutral. Han gik uden for sin rolle som diplomat og var med til at forme efterkrigstidens danske udenrigspolitik.
Amerikanerne gjorde ham tidligt opmærksom på, at de ønskede at fortsætte deres tilstedeværelse på Grønland. Det var i modstrid med det neutralistisk tænkende København. Amerikanerne gjorde det klart for Kauffmann, at skønt de ikke ønskede at overtage Danmarks civile rolle på Grønland, så lagde de vægt på at fortsætte deres militære tilstedeværelse. Kauffmann informerede ikke den danske udenrigsminister Gustav Rasmussen, men sendte en beroligende meddelelse. Det medførte, at Gustav Rasmussen var helt uforberedt under det møde med amerikanerne, hvor de fremlagde deres krav. Dermed var befrielsesregeringens tillid til Kauffmann brudt.
Da socialdemokraterne overtog regeringsmagten, blev Kauffmanns politik videreført af den nye regering.

## Familie
Kauffmann blev gift med Charlotte, født MacDougal (Født 2. januar 1900)  18. november 1926, i byen Portsmouth, Rockingham Country, i staten New Hampshire i USA. Sammen havde de 2 børn; Lisa og Tilda. 

## Død
Kauffmann var syg med prostatakræft. Han døde 5. juni 1963 på Kurhotel Skodsborg, da hans kone Charlotte begik medlidenhedsdrab på ham og derefter tog sit eget liv.

## Eftermæle
I filmen Vores mand i Amerika (2020), baseret på Kauffmanns handlinger under krigen, spilles han af Ulrich Thomsen.